# Trent Opaloch
Trent Opaloch (* 31. Dezember 1969) ist ein kanadischer Kameramann.

## Leben
Opaloch begann seine Laufbahn als Kameramann mit Bereich der Musikvideos. Im Anschluss war er als Kameramann im Werbebereich tätig. 2009 folgte nach einer Reihe von Kurzfilmen mit District 9 sein erster Spielfilm. Mit dem Regisseur Neill Blomkamp arbeitete er erneut bei Elysium (2013) und Chappie (2015) zusammen.
Für seine Arbeit an District 9 war Opaloch bei den British Academy Film Awards 2010 nominiert, ferner für den Online Film Critics Society Award in der Kategorie Beste Kamera. 

## Filmografie (Auswahl)
- 2006: Yellow (Kurzfilm)
- 2009: District 9
- 2013: Elysium
- 2014: The Return of the First Avenger (Captain America: The Winter Soldier)
- 2015: Chappie
- 2016: The First Avenger: Civil War (Captain America: Civil War)
- 2018: Avengers: Infinity War
- 2019: Avengers: Endgame